# Copa do Mundo de Rugby League de 2017

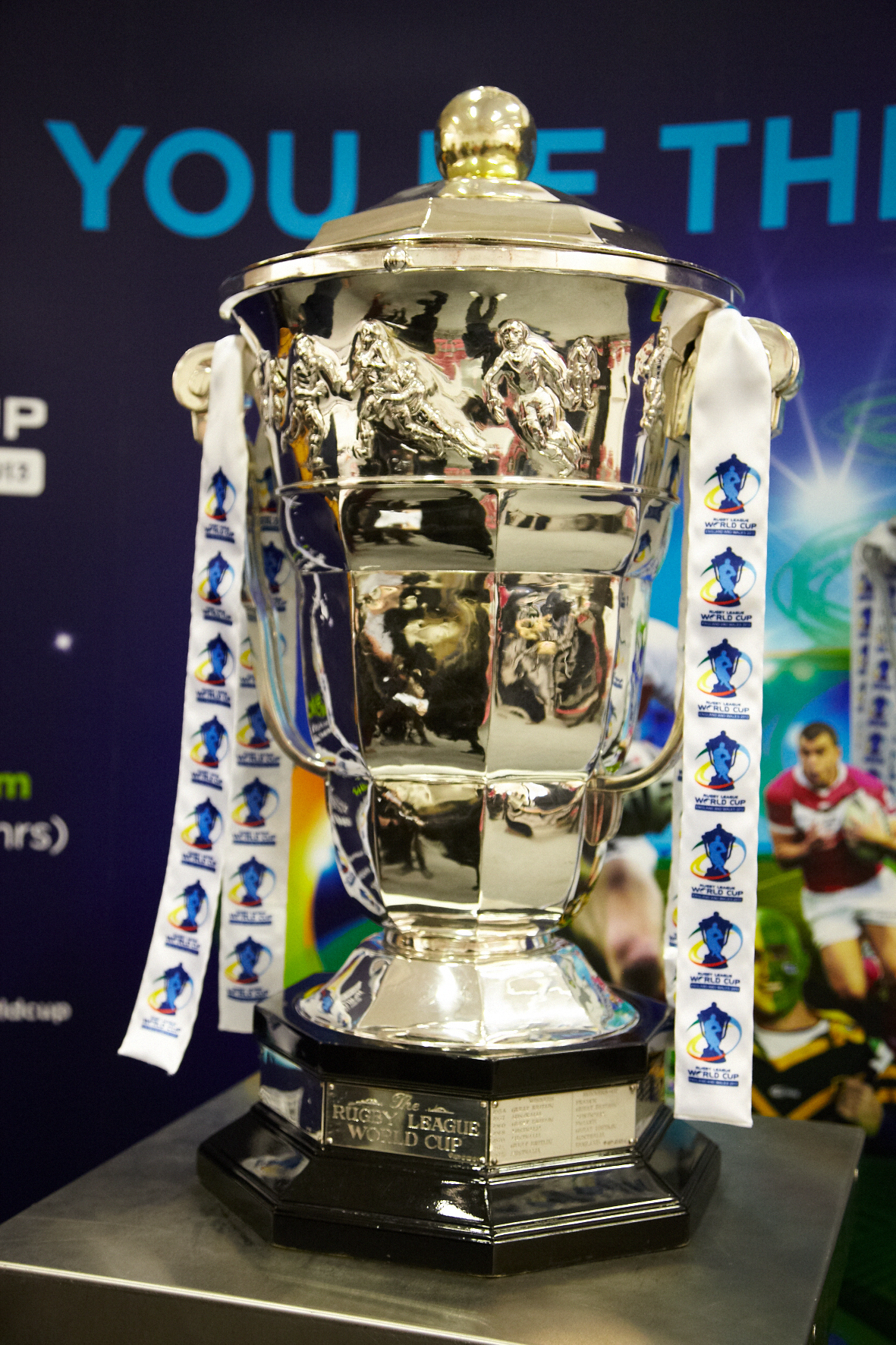
Troféu da Copa do Mundo de Rugby League durante o evento RLWC Rugby na Biblioteca Central de Leeds.

A Copa do Mundo de Rugby League de 2017  será a décima quinta edição do torneio. Será realizada no Outono de 2017. Austrália e Nova Zelândia vai sediar.